# Tokyo Tales
Tokyo Tales es el primer álbum en directo del grupo alemán de power metal Blind Guardian. Fue grabado los días 4 y 6 de diciembre de 1992 en el NHK Hall de Tokio, Japón.

## Formación
- Hansi Kürsch: Voz y bajo
- André Olbrich: Guitarra y coros
- Marcus Siepen: Guitarra y coros
- Thomas "Thomen" Stauch : Batería
- Marc Zee: Teclados y coros (músico invitado)

## Lista de canciones
1. "Inquisition" - 0:47
2. "Banish From Sanctuary" - 6:03
3. "Journey Through the Dark" - 5:12
4. "Traveler In Time" - 6:32
5. "The Quest For Tanelorn" - 6:03
6. "Goodbye My Friend" - 6:28
7. "Time What Is Time" - 6:42
8. "Majesty" - 7:48
9. "Valhalla" - 6:0
10. "Welcome to Dying" - 5:56
11. "Lost In the Twilight Hall" - 7:26
12. "Barbara Ann" - 2:56
13. "Lord of the Rings" (bonus en la edición japonesa)

- Datos: Q224994